# Щаер Манлихер
„Щаер Манлихер“ (на немски: Steyr Mannlicher – Щайр Манлихер) е оръжейна компания, базирана в едноименния град Щайр, Австрия.
Тя е в конгломерата „Щаер Даймлер Пух“ (Steyr-Daimler-Puch) до 1990 година. Носи името на своя град и на прочутия оръжеен конструктор Фердинанд Манлихер.
Сред най-известните продукти на компанията е полуавтоматичният пистолет „Щаер Манлихер M1901“. Различни модели пушки и карабини „манлихер“ са на въоръжение в Българската армия по време на войните от началото на XX век. „Пушка манлихера“ се среща често в песните от Македония.